# 縫工筋
縫工筋（ほうこうきん、英語: sartorius muscle）は人間の大腿骨の筋肉で股関節の屈曲・外転・外旋や膝関節の屈曲・内旋を行う。
上前腸骨棘から起こり、筒状の筋膜に納まって、大腿を斜めに越えて浅鵞足へ行き、脛骨粗面の内側で下腿筋膜に終わる。半腱様筋、薄筋と一緒に鵞足を構成している。